# Barbara Engleder
Barbara Engleder, nació el 16 de septiembre de 1982 en Eggenfelden, Alemania, es una tiradora olímpica alemana. 

## Carrera
Participó en los Juegos Olímpicos de Atenas 2004, en los Juegos Olímpicos de Pekín 2008, en los Juegos Olímpicos de Londres 2012 y en los Juegos Olímpicos de Río 2016.
En los Juegos Olímpicos de Londres 2012 compitió en la modalidad Rifle a 50 metros de 3 posiciones femenino (Anexo:Tiro en los Juegos Olímpicos de Londres 2012 – Rifle de 3 posiciones a 50 metros femenino), obteniendo el séptimo lugar en la final con 583 puntos.
En los Juegos Olímpicos de Río 2016 ganó la medalla de oro en la modalidad Rifle a 50 metros en 3 posiciones femenino, logrando 458.6 puntos. El puntaje que obtuvo fue récord olímpico.